# Dotierkraftwerk
Ein Dotierkraftwerk ist ein Wasserkraftwerk zur energetischen Nutzung von Restwasser bei Ausleitungskraftwerken.
Bei Ausleitungskraftwerken erfolgt am Absperrbauwerk des Fließgewässers die Wasserentnahme für das Triebwasser des Kraftwerks zu einem Kanal oder Druckstollen. Nach dem Kraftwerk wird das Triebwasser wieder zurück ins Mutterbett des Gewässers geleitet.
Im Mutterbett des Gewässers verbleibt die Restwassermenge, die sich grundsätzlich aus dem Überschusswasser und dem Abfluss des Zwischeneinzugsgebiets zusammensetzt. Um die ökologische Funktion der Restwasserstrecke sicherzustellen und das Landschaftsbild zu erhalten, wird in der wasserrechtlichen Zulassung des Kraftwerks die Restwassermenge, meist in Form einer Mindestrestwassermenge, vorgeschrieben. Hierzu wird häufig ein weiterer Abfluss, das Dotierwasser, verwendet. Um das Dotierwasser (teilweise) energetisch nutzen zu können, werden vom Ausleitungskraftwerk getrennte eigene Kraftwerke, die Dotierkraftwerke, errichtet.
Synonyme:Regulierkraftwerk, Dotationskraftwerk, Mindestwasserkraftwerk, Restwasserkraftwerk 